# Revúca
Revúca (em húngaro: Nagyrőce; alemão: Groß-Rauschenbach) é uma cidade da Eslováquia, situada no distrito de Revúca, na região de Banská Bystrica. Tem 38,87 km² de área e sua população em 2018 foi estimada em 12.087 habitantes.

## Demografia
| Ano:        | 1994   | 2004   | 2014   | 2024    |
| ----------- | ------ | ------ | ------ | ------- |
| Broj ljudi: | 14 001 | 13 147 | 12 620 | 10 874  |
| Razlika:    |        | -6,09% | -4,00% | -13,83% |

| Ano:               | 2023   | 2024   |
| ------------------ | ------ | ------ |
| Número de pessoas: | 10 958 | 10 874 |
| Diferença:         |        | -0,76% |